# توماس دیدیلون
توماس دیدیلون (انگلیسی: Thomas Didillon؛ زادهٔ ۲۸ نوامبر ۱۹۹۵) بازیکن فوتبال اهل فرانسه است.
از باشگاه‌هایی که در آن بازی کرده‌است می‌توان به باشگاه فوتبال خنک، باشگاه فوتبال سرکل بروژ، باشگاه فوتبال اندرلشت، و باشگاه فوتبال متس اشاره کرد.
وی همچنین در تیم‌های ملی فوتبال France national under-16 football team، زیر ۱۸ سال فرانسه، زیر ۱۹ سال فرانسه، زیر ۲۰ سال فرانسه، و زیر ۲۱ سال فرانسه بازی کرده‌است.